# 孔祥熙
孔 祥熙（こう しょうき、1880年9月11日 - 1967年8月16日）は、中華民国の財政家。字は庸之、号は子淵。山西省太原府太谷県（現：晋中市太谷区）の出身。国民政府期に財政部長、行政院長を務めた。妻は宋靄齢。宋靄齢を通じて宋子文や蔣介石とは姻戚関係にあり、陳果夫を含めた4人は四大家族と呼ばれた。

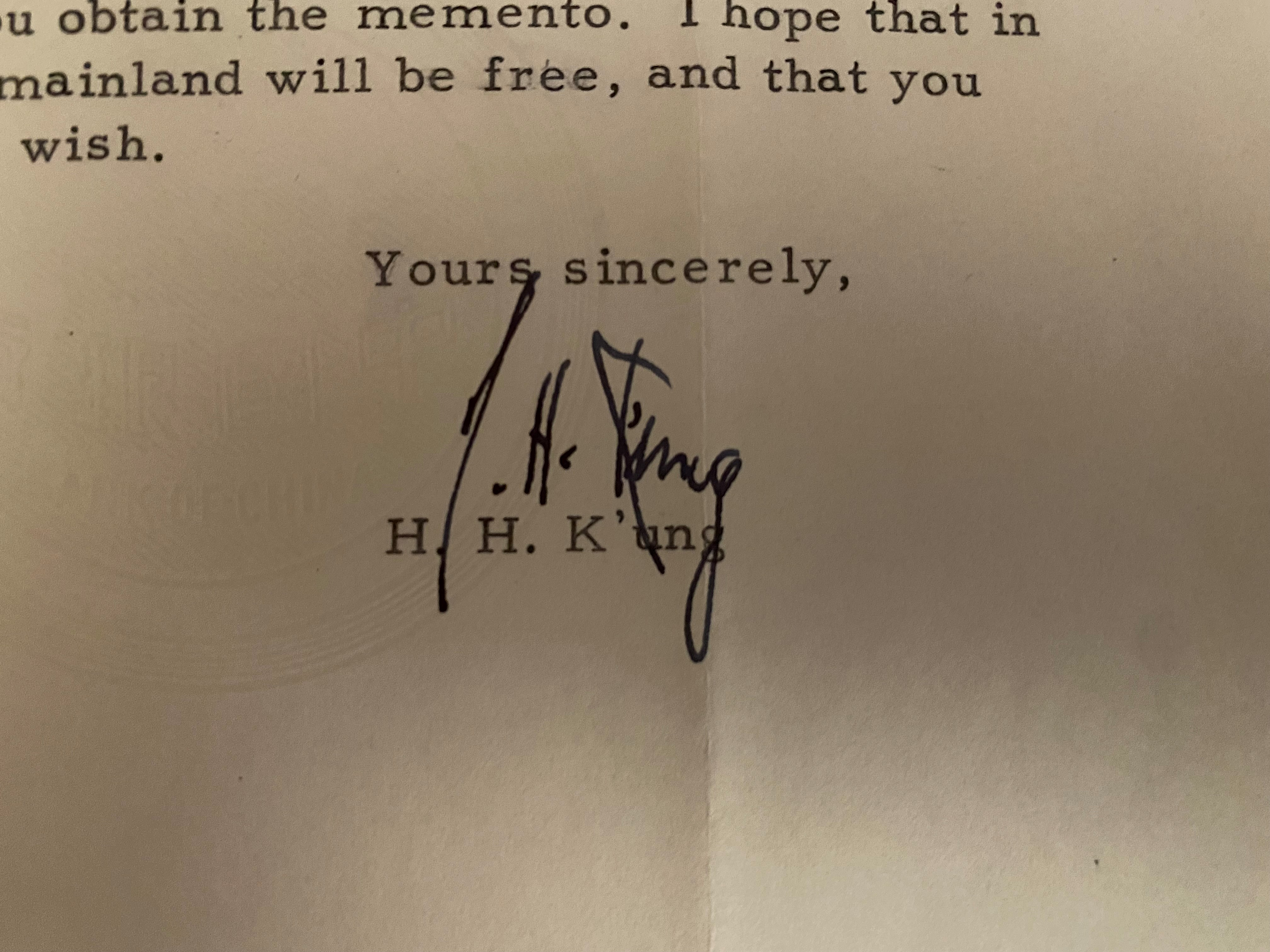
サイン

長期にわたって国民政府の財政部門を担当したが、宋家と結託していわゆる孔宋集団を形成し、腐敗政権や民衆の財産を集め私腹を肥やす者たちの象徴と言われた。国共内戦の末期には、中国国民党や孔宋家の一族に対して「刮民党」（刮は、略奪する、巻き上げるの意味）と呼ぶことが流行した。

## 生涯

### 生い立ち
1880年に山西省太原府太谷県（現：晋中市太谷区）で生まれた。父の孔繁慈は貢生であった。幼い頃からこの父に勉強を教わっていた。1889年、おたふく風邪を患ったが漢方医の手に負えず、会衆派教会の宣教師が開いていた病院で治療を受けた。翌年、孔祥熙は教会設置の華美小学に入学し、1894年に卒業した。その後、会衆派教会が通州に設けていた潞河書院に進学し、洗礼を受けてキリスト教に入信した。
1900年に義和団の乱が勃発すると、孔祥熙は一時的に帰郷する。しかし、山西省でも巡撫の毓賢にそそのかされた義和団により、教会焼き討ちやキリスト教徒の殺害といった事件が発生し、太谷県でも宣教師や信者たちが殺害されていた。孔祥熙と家族は同郷人にかくまわれて難を逃れることができた。義和団が鎮圧されると、孔祥熙は教会や信者の事件後の活動を手伝った。教会の孔祥熙に対する評価は高く、アメリカに留学させることが決まる。1905年、孔祥熙はオハイオ州のオベリン大学を卒業し、さらにイェール大学で鉱物学を学び1907年に修士号を取得した。同年、帰郷すると地元では銘賢学堂という学校を建設し、その中には孔祥熙が校長を務める小中学校も設置され、一部の科目は会衆派教会の宣教師が教壇に立った。

### 実業家として
1911年に辛亥革命が起こると、孔祥熙は太谷の商業団体や銘賢学堂の学生を集め、地域の秩序を守るための組織を結成した。その後、山西中路民軍総司令に推挙され、1912年の南北和議後に職を辞した。孔祥熙は教育に携わると同時にビジネスにも取り組んでおり、1912年にはイギリスのアジアシェル石油の山西省での独占代理権を獲得し、石油ビジネスによって莫大な利益を得た。
1913年、孔祥熙は日本に招かれ、中華留日キリスト教青年会の総幹事に就任する。東京に滞在している間、孫文による中華革命党の経費の工面や孫文の文書処理を助けた。この時、当時孫文の英語秘書を務めていた宋靄齢と知り合う。1914年に宋靄齢と日本で結婚した後、翌年になって二人は山西省に戻り、以前のように教育とビジネスに携わった。その後、山西督軍兼省長であった閻錫山に参議として登用される。1923年には中ロ交渉の駐奉天代表に就任し、孫文に代わって北方の将校たちに連絡を行った。1925年3月に孫文が北京で亡くなった際、孔祥熙は遺言の証人の一人となった。1926年、銘賢学堂に大学部を設置するための資金調達を目的として渡米し、オベリン大学から名誉博士の学位を受けた。

### 政界へ

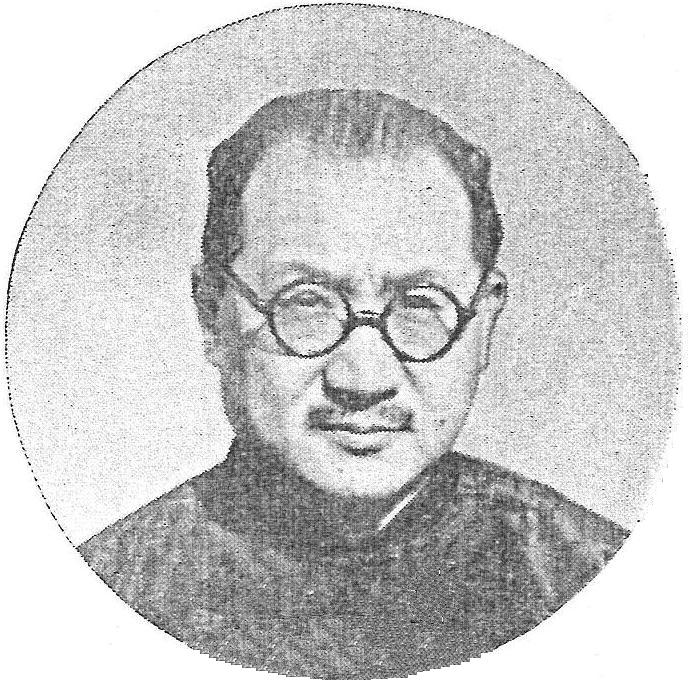
孔祥熙 (1930年代)

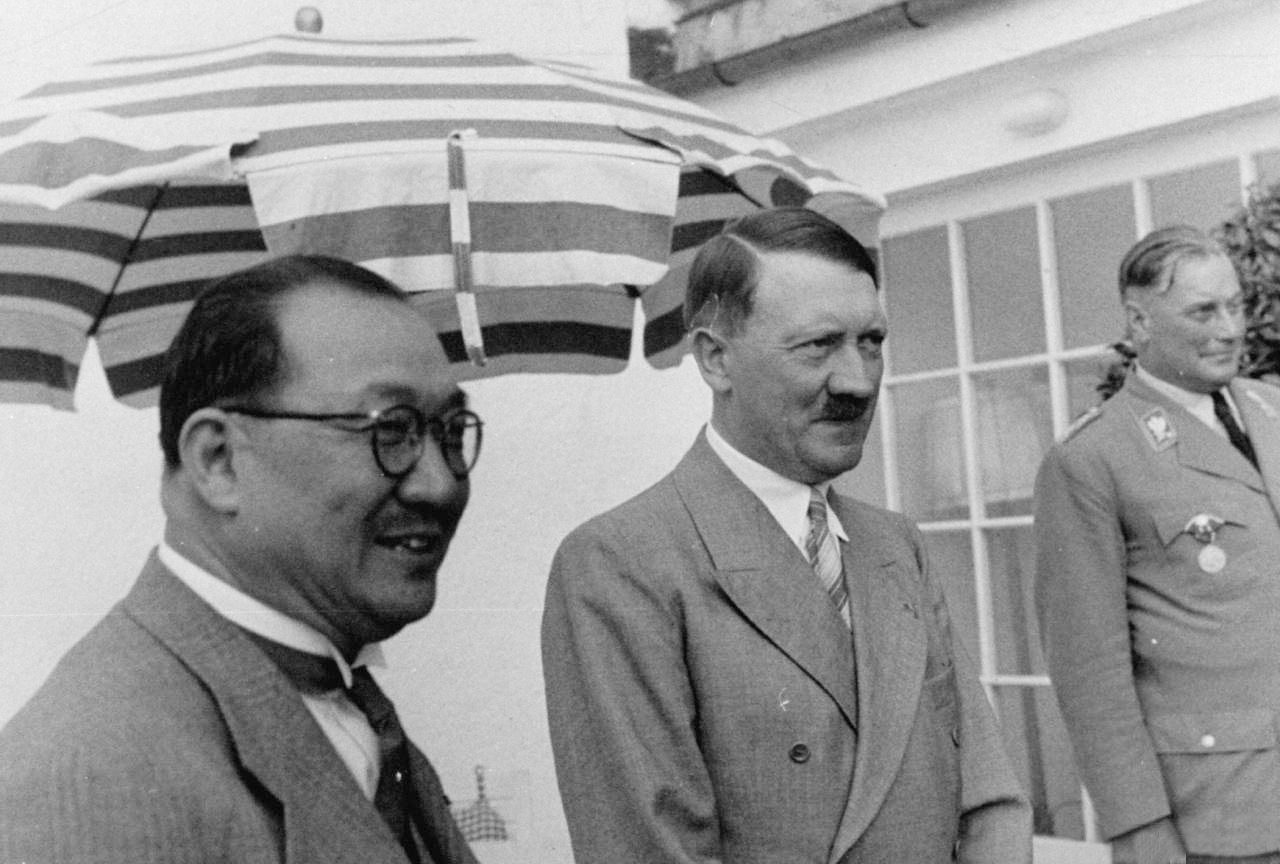
中独合作中にヒトラー総統を訪問した孔祥熙

1926年、孔祥熙は国民政府の広東省財政庁長として広州に赴任する。1927年、蔣介石による上海クーデターが起きると、孔祥熙は上海で各方面の勢力を蔣介石側に引き込むために力を貸した。1928年には南京政府の工商部長に、1930年には実業部長に就任する。1931年の満州事変勃発後に蔣介石が国民政府の主席を辞任すると、孔祥熙も同時に職を辞した。翌1932年に欧米視察の命を受けた孔祥熙は、同時に密かにドイツ、イタリアに向かい、武器の購入を行った。1933年4月に帰国した後は中央銀行総裁の職に就いた。同年10月に宋子文が財政部長を辞任したため孔祥熙が後任となり、同時に行政院副院長も兼職した。その後、孔祥熙は1944年まで財政部長を務めた。
孔祥熙の財政部長時代初期は、税収改革を行い、財政面で地方のコントロールと民衆の困窮の軽減を図った。同時に銀行体制の改編を行い、増資を通じて中国銀行や交通銀行を国民政府財政部のコントロール下に置いた。また、貨幣制度改革を行い、それまでの銀本位制を廃して法幣を発行した。さらに政府の債務の整理も行っている。これらの政策によって、国民政府は国家資本によって金融市場を制御できるようになり、当時の軍事行動に財源を提供するばかりでなく、その後の抗戦活動に財政的な供給を行うための基礎を固めた。
1936年、西安事件が発生すると孔祥熙は平和的な解決を強く主張した。中独合作で結ばれていた中華民国は孔祥熙をドイツに派遣しアドルフ・ヒトラーと会談、ドイツ軍は日中戦争を戦う中華民国軍にアレクサンダー・フォン・ファルケンハウゼンを派遣するなど、日本と中華民国との間で大きく揺れていた。しかし中華民国に派遣されていた軍事顧問団は1938年に撤収することになった。
その後、孔祥熙は行政院長を経験した。日中戦争初期こそ孔祥熙の財政政策に対して各界から大きな不満は見られなかったが、後期になると孔祥熙や家族が官でも民でもその権力を利用して投機を行ったり、私財を肥やしているとして大きな不満の対象となった。アメリカ人もこの正常ではない私腹の肥やし方に着目していた。1944年、傅斯年は国民参政会で米ドル公債の発行における孔祥熙の不正行為を糾弾し、ほどなくして孔祥熙は財政部長の職を免職された。さらに1945年には行政院副院長と中央銀行総裁も辞し、1947年には宋靄齢の病気を理由にアメリカに住まいを移した。
1948年には最後の中国銀行董事長の職を辞している。1962年以降、台湾にしばらく滞在することもあったが、最終的には1967年にアメリカニューヨークで病没した。

## 人物評価
- 蔣介石の姪孫にあたる蔣孝鎮は、戴笠に対して「委座（蔣介石）の病気は、宋（宋美齢）だけが治せる。夫人（宋美齢）の病気は孔（宋靄齢）だけが治せる。しかし孔の病気（孔家の腐敗体質）は誰にも治せない」と語ったとされる。

## 孔子の子孫
孔祥熙の原籍は山東省曲阜にあり、孔子の山西における75代目の子孫だとしていた。しかし、曲阜の孔廟に保存されている孔子世家譜には、孔祥熙のような分家筋の家系図は保存されていない。なお、孔祥熙には二男二女がいる。